# Lorik Cana
Lorik Cana (AFI: ˈlorik ˈtsana; Pristina, 27 luglio 1983) è un ex calciatore albanese, di ruolo difensore o centrocampista.
È soprannominato "il Guerriero" (Luftëtari) per la sua indole battagliera che lo ha accompagnato nelle partite ufficiali disputate. Con la nazionale albanese ha disputato 93 partite, cifra che lo rende il giocatore con il maggior numero di presenze nella storia dell'Albania, avendo superato nel novembre del 2014 il precedente record di Altin Lala di 79 incontri giocati. Cana ha giocato nelle principali divisioni di Francia, Inghilterra, Italia e Turchia, rappresentando Paris Saint-Germain, Sunderland, Galatasaray, Lazio, FC Nantes e Olympique de Marseille.
Cana è attualmente l'ambasciatore del calcio per bambini in Albania, nominato dalla Federcalcio Albanese il 26 Ottobre 2017.

## Biografia
Lorik Cana è nato a Pristina in Kosovo, allora provincia albanese della ex-Repubblica Federale di Jugoslavia. Da giovanissimo, a causa della guerra, fu costretto a fuggire con la sua famiglia in Svizzera. Possiede la cittadinanza albanese, svizzera, kosovara e francese. Parla correttamente l'albanese, il francese, l'italiano, l'inglese, e conosce il turco e il tedesco.
Nel 2018 è stato prodotto un film autobiografico con Cana protagonista. Da alcuni anni, attraverso la LC5 (Lorik Cana Foundation), sostenere e promuovere lo sport, la cultura e il suo patrimonio in Albania, in Kosovo e presso gli albanesi della diaspora.

## Caratteristiche tecniche
È un difensore centrale roccioso e grintoso che si muove davanti alla difesa e sfrutta lo strapotere fisico per strappare il pallone agli avversari. Essendo un giocatore di carattere può giocare tranquillamente anche sulla mediana da centrocampista, ed è anche abbastanza falloso come dimostrano i cartellini rossi e i numerosissimi cartellini gialli presi in carriera.

## Carriera

### Club

#### Paris Saint-Germain
All'età di 16 anni fu invitato per sostenere un provino con l'Arsenal ma non riuscì a parteciparvi per problemi burocratici relativi al visto. Approdò così nelle giovanili del Paris Saint-Germain, dove rimase per tre anni. Il giovane centrocampista albanese riuscì ad esordire in prima squadra nel 2003 e da quel momento in poi ne diventò uno dei punti di forza. Durante la stagione 2003-2004 giocò 32 partite segnando un gol, vincendo con la formazione parigina la Coppa di Francia e sfiorando la vittoria in campionato. Nell'annata successiva debutta anche in Champions League, ma la squadra terminerà poi il campionato al nono posto. Conclude la sua esperienza al Paris SG con 81 presenze complessive e 2 gol segnati.

#### Olympique Marsiglia

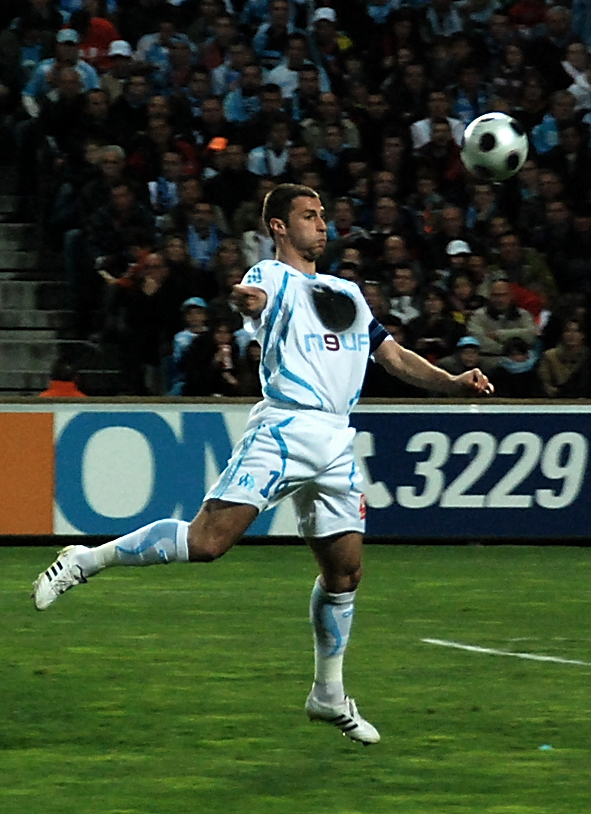
Il Guerriero Cana in azione con la maglia dellOM nel 2007.

All'inizio della stagione 2005-2006, dopo alcune incomprensioni con il neo-tecnico del Paris SG, il francese Laurent Fournier, decise di cambiare squadra ed approdò all'Olympique Marsiglia nella sessione estiva del calciomercato per 4 milioni di euro. Divenne subito titolare nella formazione biancazzurra e il primo gol siglato con la maglia marsigliese lo segnò proprio alla sua ex squadra, il Paris SG, regalando la vittoria alla sua squadra all'epoca allenata da Jean Fernandez. Divenne anche capitano della squadra dopo la cessione del senegalese Habib Beye al Newcastle durante l'estate del 2007. Lascia l'Olympique Marsiglia dopo aver collezionato 175 presenze ed 8 gol.

#### Sunderland
Il 24 luglio del 2009 si trasferisce in Inghilterra, per 5,8 milioni di euro, firmando un contratto quadriennale con il Sunderland, con il manager degli inglesi Steve Bruce che lo nomina subito capitano della squadra biancorossa. In Inghilterra colleziona 35 presenze, di cui 31 in Premier League, 2 in FA Cup e 2 in Coppa di Lega.

#### Galatasaray
Nella stagione 2010-2011 il centrocampista albanese approda alla plurititolata compagine turca del Galatasaray, che lo acquista a titolo definitivo per 4,5 milioni di euro dal Sunderland. In Turchia colleziona complessivamente durante la sua annata 31 presenze, di cui 24 in campionato, dove segna anche un gol, 4 presenze in Coppa di Turchia ed altre 3 presenze in Europa League. Anche durante quest'esperienza indossa la fascia di capitano.

#### Lazio
Il 3 luglio 2011 passa alla società italiana della Lazio nell'ambito dello scambio con il portiere uruguaiano Fernando Muslera più un conguaglio a favore del club romano vicino ai 3 milioni di euro. Il 10 dicembre 2011, allo Stadio Via del mare di Lecce, segna il suo primo gol in maglia biancoceleste, su assist di Miroslav Klose, nella vittoria per 3-2 della formazione romana. Nella gara esterna con l'Atalanta, allo Stadio Atleti Azzurri d'Italia, firma il suo secondo gol con la maglia delle Aquile, con un tiro da fuori area sotto l'incrocio dei pali che sancisce il 2-0 finale. Il 26 maggio 2013, giocando da titolare, vince la Coppa Italia battendo in finale la Roma per 1-0.
Il 7 dicembre 2014, in occasione della sfida esterna vinta per 1-2 contro il Parma, raggiunge quota 100 presenze con la maglia della società capitolina. Il 20 maggio 2015 perde la finale di Coppa Italia dove la Lazio viene sopraffatta dalla Juventus per 2-1.
L'8 agosto 2015, seppur non scendendo in campo, perde la Supercoppa italiana 2015, per 2-0, contro i Campioni d'Italia della Juventus.

#### Nantes
Il 31 agosto 2015, dopo aver rescisso il contratto che lo legava alla Lazio, firma un contratto biennale con il club francese del Nantes tornando così in Francia dopo 6 anni dall'ultima stagione con l'Olympique Marsiglia. L'esordio arriva il 13 settembre successivo in occasione della partita casalinga persa, per 0 a 2, contro il Rennes.
Il 25 agosto 2016, dopo una sola stagione, si svincola dalla società francese, rescindendo il contratto che lo legava al club per problemi fisici e di salute.

### Nazionale
Pur avendo la possibilità di giocare con la Nazionale svizzera o quella francese, essendo lui in possesso di entrambi i passaporti, decide di scendere in campo per la Nazionale albanese, viste anche le origini kosovare. Fa il suo esordio con la maglia dell'Albania a 19 anni, l'11 giugno 2003 contro la Svizzera a Lancy, partita valida per le qualificazioni agli Europei di Atene 2004, subentrando nel secondo tempo, partita poi terminata con la sconfitta dell'Albania per 3-2.
Segna il suo primo gol in Nazionale nella partita dell'8 giugno 2005 contro la Danimarca, partita poi terminata 3-1 a favore dei danesi.
Dopo l'addio di Altin Lala alla Nazionale albanese (oltre a quello del suo vice Ervin Skela) nel 2011, Lorik ne diventa il capitano.

#### Europeo 2016
L'11 ottobre 2015, conquista insieme alla sua Nazionale la prima storica qualificazione ad un Campionato europeo.
Viene convocato per gli Europei 2016 in Francia.
Disputa 2 dei 3 incontri disputati dalla nazionale albanese, la quale non passa la fase a gironi nonostante la vittoria contro la Romania. Dopo l'Europeo 2016 ha deciso di lasciare la Nazionale albanese a causa di problemi fisici e salutari che non gli permettevano di continuare.

## Statistiche

### Presenze e reti nei club
Statistiche aggiornate al 9 aprile 2016.
| Stagione            | Squadra             | Campionato          | Campionato | Campionato | Coppe nazionali | Coppe nazionali | Coppe nazionali | Coppe continentali | Coppe continentali | Coppe continentali | Altre coppe | Altre coppe | Altre coppe | Totale | Totale |
| Stagione            | Squadra             | Comp                | Pres       | Reti       | Comp            | Pres            | Reti            | Comp               | Pres               | Reti               | Comp        | Pres        | Reti        | Pres   | Reti   |
| ------------------- | ------------------- | ------------------- | ---------- | ---------- | --------------- | --------------- | --------------- | ------------------ | ------------------ | ------------------ | ----------- | ----------- | ----------- | ------ | ------ |
| 2000-2001           | Paris SG 2          | CFA                 | 4          | 0          | -               | -               | -               | -                  | -                  | -                  | -           | -           | -           | 4      | 0      |
| 2001-2002           | Paris SG 2          | CFA                 | 12         | 1          | -               | -               | -               | -                  | -                  | -                  | -           | -           | -           | 12     | 1      |
| 2002-2003           | Paris SG 2          | CFA                 | 23         | 1          | -               | -               | -               | -                  | -                  | -                  | -           | -           | -           | 23     | 1      |
| Totale Paris SG 2   | Totale Paris SG 2   | Totale Paris SG 2   | 39         | 2          |                 | -               | -               |                    | -                  | -                  |             | -           | -           | 39     | 2      |
| 2002-2003           | Paris SG            | L1                  | 3          | 0          | CF+CdL          | 0+0             | 0               | CU                 | 0                  | 0                  | -           | -           | -           | 3      | 0      |
| 2003-2004           | Paris SG            | L1                  | 32         | 1          | CF+CdL          | 2+2             | 0               | -                  | -                  | -                  | -           | -           | -           | 36     | 1      |
| 2004-2005           | Paris SG            | L1                  | 32         | 1          | CF+CdL          | 1+1             | 0               | UCL                | 6                  | 0                  | SF          | 0           | 0           | 40     | 1      |
| ago. 2005           | Paris SG            | L1                  | 2          | 0          | CF+CdL          | 0+0             | 0               | -                  | -                  | -                  | -           | -           | -           | 2      | 0      |
| Totale Paris SG     | Totale Paris SG     | Totale Paris SG     | 69         | 2          |                 | 6               | 0               |                    | 6                  | 0                  |             | -           | -           | 81     | 2      |
| 2005-2006           | O. Marsiglia        | L1                  | 28         | 1          | CF+CdL          | 7+0             | 0               | CU                 | 8                  | 0                  | -           | -           | -           | 43     | 1      |
| 2006-2007           | O. Marsiglia        | L1                  | 33         | 2          | CF+CdL          | 6+1             | 0               | Int+CU             | 2+3                | 0+0                | -           | -           | -           | 45     | 2      |
| 2007-2008           | O. Marsiglia        | L1                  | 34         | 2          | CF+CdL          | 5+0             | 1+0             | UCL+CU             | 6+3                | 0                  | -           | -           | -           | 48     | 3      |
| 2008-2009           | O. Marsiglia        | L1                  | 27         | 1          | CF+CdL          | 0+0             | 0               | UCL+CU             | 8+4                | 1+0                | -           | -           | -           | 39     | 2      |
| Totale O. Marsiglia | Totale O. Marsiglia | Totale O. Marsiglia | 122        | 6          |                 | 19              | 1               |                    | 34                 | 1                  |             | -           | -           | 175    | 8      |
| 2009-2010           | Sunderland          | PL                  | 31         | 0          | FACup+CdL       | 2+2             | 0               | -                  | -                  | -                  | -           | -           | -           | 35     | 0      |
| 2010-2011           | Galatasaray         | SL                  | 24         | 1          | CT              | 4               | 0               | UEL                | 3                  | 0                  | -           | -           | -           | 31     | 1      |
| 2011-2012           | Lazio               | A                   | 15         | 2          | CI              | 0               | 0               | UEL                | 6                  | 0                  | -           | -           | -           | 21     | 2      |
| 2012-2013           | Lazio               | A                   | 24         | 0          | CI              | 5               | 0               | UEL                | 9                  | 0                  | -           | -           | -           | 38     | 0      |
| 2013-2014           | Lazio               | A                   | 26         | 2          | CI              | 0               | 0               | UEL                | 6                  | 0                  | SI          | 0           | 0           | 32     | 2      |
| 2014-2015           | Lazio               | A                   | 17         | 0          | CI              | 3               | 0               | -                  | -                  | -                  | -           | -           | -           | 20     | 0      |
| Totale Lazio        | Totale Lazio        | Totale Lazio        | 82         | 4          |                 | 8               | 0               |                    | 21                 | 0                  |             | -           | -           | 111    | 4      |
| 2015-2016           | Nantes              | L1                  | 21         | 0          | CF+CdL          | 3+0             | 0               | -                  | -                  | -                  | -           | -           | -           | 24     | 0      |
| Totale carriera     | Totale carriera     | Totale carriera     | 388        | 15         |                 | 44              | 1               |                    | 64                 | 1                  |             | -           | -           | 496    | 17     |

### Cronologia presenze e reti in nazionale
| Cronologia completa delle presenze e delle reti in nazionale ― Albania | Cronologia completa delle presenze e delle reti in nazionale ― Albania | Cronologia completa delle presenze e delle reti in nazionale ― Albania | Cronologia completa delle presenze e delle reti in nazionale ― Albania | Cronologia completa delle presenze e delle reti in nazionale ― Albania | Cronologia completa delle presenze e delle reti in nazionale ― Albania | Cronologia completa delle presenze e delle reti in nazionale ― Albania | Cronologia completa delle presenze e delle reti in nazionale ― Albania |
| Data                                                                   | Città                                                                  | In casa                                                                | Risultato                                                              | Ospiti                                                                 | Competizione                                                           | Reti                                                                   | Note                                                                   |
| ---------------------------------------------------------------------- | ---------------------------------------------------------------------- | ---------------------------------------------------------------------- | ---------------------------------------------------------------------- | ---------------------------------------------------------------------- | ---------------------------------------------------------------------- | ---------------------------------------------------------------------- | ---------------------------------------------------------------------- |
| 11-6-2003                                                              | Lancy                                                                  | Svizzera                                                               | 3 – 2                                                                  | Albania                                                                | Qual. Euro 2004                                                        | -                                                                      | 46’                                                                    |
| 20-8-2003                                                              | Prilep                                                                 | Macedonia                                                              | 3 – 1                                                                  | Albania                                                                | Amichevole                                                             | -                                                                      | 81’                                                                    |
| 6-9-2003                                                               | Tbilisi                                                                | Georgia                                                                | 3 – 0                                                                  | Albania                                                                | Qual. Euro 2004                                                        | -                                                                      | 72’                                                                    |
| 10-9-2003                                                              | Tirana                                                                 | Albania                                                                | 3 – 1                                                                  | Georgia                                                                | Qual. Euro 2004                                                        | -                                                                      | 85’                                                                    |
| 11-10-2003                                                             | Lisbona                                                                | Portogallo                                                             | 5 – 3                                                                  | Albania                                                                | Amichevole                                                             | -                                                                      |                                                                        |
| 15-11-2003                                                             | Tirana                                                                 | Albania                                                                | 2 – 0                                                                  | Estonia                                                                | Amichevole                                                             | -                                                                      |                                                                        |
| 18-2-2004                                                              | Tirana                                                                 | Albania                                                                | 2 – 1                                                                  | Svezia                                                                 | Amichevole                                                             | -                                                                      |                                                                        |
| 4-9-2004                                                               | Tirana                                                                 | Albania                                                                | 2 – 1                                                                  | Grecia                                                                 | Qual. Mondiali 2006                                                    | -                                                                      |                                                                        |
| 8-9-2004                                                               | Tbilisi                                                                | Georgia                                                                | 2 – 0                                                                  | Albania                                                                | Qual. Mondiali 2006                                                    | -                                                                      |                                                                        |
| 9-10-2004                                                              | Tirana                                                                 | Albania                                                                | 0 – 2                                                                  | Danimarca                                                              | Qual. Mondiali 2006                                                    | -                                                                      |                                                                        |
| 13-10-2004                                                             | Almaty                                                                 | Kazakistan                                                             | 0 – 1                                                                  | Albania                                                                | Qual. Mondiali 2006                                                    | -                                                                      |                                                                        |
| 9-2-2005                                                               | Tirana                                                                 | Albania                                                                | 0 – 2                                                                  | Ucraina                                                                | Qual. Mondiali 2006                                                    | -                                                                      |                                                                        |
| 26-3-2005                                                              | Istanbul                                                               | Turchia                                                                | 2 – 0                                                                  | Albania                                                                | Qual. Mondiali 2006                                                    | -                                                                      | 69’                                                                    |
| 30-3-2005                                                              | Il Pireo                                                               | Grecia                                                                 | 2 – 0                                                                  | Albania                                                                | Qual. Mondiali 2006                                                    | -                                                                      | 53’                                                                    |
| 8-6-2005                                                               | Copenaghen                                                             | Danimarca                                                              | 3 – 1                                                                  | Albania                                                                | Qual. Mondiali 2006                                                    | -                                                                      |                                                                        |
| 17-8-2005                                                              | Tirana                                                                 | Albania                                                                | 2 – 1                                                                  | Azerbaigian                                                            | Amichevole                                                             | 1                                                                      |                                                                        |
| 3-9-2005                                                               | Tirana                                                                 | Albania                                                                | 2 – 1                                                                  | Kazakistan                                                             | Qual. Mondiali 2006                                                    | -                                                                      |                                                                        |
| 8-10-2005                                                              | Dnipropetrovs'k                                                        | Ucraina                                                                | 2 – 2                                                                  | Albania                                                                | Qual. Mondiali 2006                                                    | -                                                                      |                                                                        |
| 12-10-2005                                                             | Tirana                                                                 | Albania                                                                | 0 – 1                                                                  | Turchia                                                                | Qual. Mondiali 2006                                                    | -                                                                      |                                                                        |
| 1-3-2006                                                               | Tirana                                                                 | Albania                                                                | 1 – 2                                                                  | Lituania                                                               | Amichevole                                                             | -                                                                      | 63’                                                                    |
| 16-8-2006                                                              | Serravalle                                                             | San Marino                                                             | 0 – 3                                                                  | Albania                                                                | Amichevole                                                             | -                                                                      | 54’                                                                    |
| 2-9-2006                                                               | Minsk                                                                  | Bielorussia                                                            | 2 – 2                                                                  | Albania                                                                | Qual. Euro 2008                                                        | -                                                                      | 29’                                                                    |
| 6-9-2006                                                               | Tirana                                                                 | Albania                                                                | 0 – 2                                                                  | Romania                                                                | Qual. Euro 2008                                                        | -                                                                      | 83’                                                                    |
| 24-3-2007                                                              | Scutari                                                                | Albania                                                                | 0 – 0                                                                  | Slovenia                                                               | Qual. Euro 2008                                                        | -                                                                      |                                                                        |
| 28-3-2007                                                              | Sofia                                                                  | Bulgaria                                                               | 0 – 0                                                                  | Albania                                                                | Qual. Euro 2008                                                        | -                                                                      | 17’                                                                    |
| 2-6-2007                                                               | Tirana                                                                 | Albania                                                                | 2 – 0                                                                  | Lussemburgo                                                            | Qual. Euro 2008                                                        | -                                                                      |                                                                        |
| 6-6-2007                                                               | Lussemburgo                                                            | Lussemburgo                                                            | 0 – 3                                                                  | Albania                                                                | Qual. Euro 2008                                                        | -                                                                      |                                                                        |
| 12-9-2007                                                              | Tirana                                                                 | Albania                                                                | 0 – 1                                                                  | Paesi Bassi                                                            | Qual. Euro 2008                                                        | -                                                                      | 87’                                                                    |
| 17-11-2007                                                             | Tirana                                                                 | Albania                                                                | 2 – 4                                                                  | Bielorussia                                                            | Qual. Euro 2008                                                        | -                                                                      | 86’                                                                    |
| 27-5-2008                                                              | Reutlingen                                                             | Albania                                                                | 0 – 1                                                                  | Polonia                                                                | Amichevole                                                             | -                                                                      |                                                                        |
| 20-8-2008                                                              | Tirana                                                                 | Albania                                                                | 2 – 0                                                                  | Liechtenstein                                                          | Amichevole                                                             | -                                                                      |                                                                        |
| 6-9-2008                                                               | Tirana                                                                 | Albania                                                                | 0 – 0                                                                  | Svezia                                                                 | Qual. Mondiali 2010                                                    | -                                                                      |                                                                        |
| 10-9-2008                                                              | Tirana                                                                 | Albania                                                                | 3 – 0                                                                  | Malta                                                                  | Qual. Mondiali 2010                                                    | -                                                                      | 65’                                                                    |
| 11-10-2008                                                             | Budapest                                                               | Ungheria                                                               | 2 – 0                                                                  | Albania                                                                | Qual. Mondiali 2010                                                    | -                                                                      |                                                                        |
| 15-10-2008                                                             | Braga                                                                  | Portogallo                                                             | 0 – 0                                                                  | Albania                                                                | Qual. Mondiali 2010                                                    | -                                                                      |                                                                        |
| 28-3-2009                                                              | Tirana                                                                 | Albania                                                                | 0 – 1                                                                  | Ungheria                                                               | Qual. Mondiali 2010                                                    | -                                                                      | 13’                                                                    |
| 6-6-2009                                                               | Tirana                                                                 | Albania                                                                | 1 – 2                                                                  | Portogallo                                                             | Qual. Mondiali 2010                                                    | -                                                                      |                                                                        |
| 12-8-2009                                                              | Tirana                                                                 | Albania                                                                | 6 – 1                                                                  | Cipro                                                                  | Amichevole                                                             | -                                                                      | 73’                                                                    |
| 9-9-2009                                                               | Tirana                                                                 | Albania                                                                | 1 – 1                                                                  | Danimarca                                                              | Qual. Mondiali 2010                                                    | -                                                                      |                                                                        |
| 14-10-2009                                                             | Solna                                                                  | Svezia                                                                 | 4 – 1                                                                  | Albania                                                                | Qual. Mondiali 2010                                                    | -                                                                      |                                                                        |
| 14-11-2009                                                             | Tallinn                                                                | Estonia                                                                | 0 – 0                                                                  | Albania                                                                | Amichevole                                                             | -                                                                      |                                                                        |
| 3-3-2010                                                               | Tirana                                                                 | Albania                                                                | 1 – 0                                                                  | Irlanda del Nord                                                       | Amichevole                                                             | -                                                                      | 64’                                                                    |
| 25-5-2010                                                              | Podgorica                                                              | Montenegro                                                             | 0 – 1                                                                  | Albania                                                                | Amichevole                                                             | -                                                                      | cap. 77’                                                               |
| 11-8-2010                                                              | Durazzo                                                                | Albania                                                                | 1 – 0                                                                  | Uzbekistan                                                             | Amichevole                                                             | -                                                                      | cap.                                                                   |
| 3-9-2010                                                               | Piatra Neamț                                                           | Romania                                                                | 1 – 1                                                                  | Albania                                                                | Qual. Euro 2012                                                        | -                                                                      |                                                                        |
| 7-9-2010                                                               | Tirana                                                                 | Albania                                                                | 1 – 0                                                                  | Lussemburgo                                                            | Qual. Euro 2012                                                        | -                                                                      |                                                                        |
| 8-10-2010                                                              | Tirana                                                                 | Albania                                                                | 1 – 1                                                                  | Bosnia ed Erzegovina                                                   | Qual. Euro 2012                                                        | -                                                                      | cap.                                                                   |
| 9-2-2011                                                               | Tirana                                                                 | Albania                                                                | 1 – 2                                                                  | Slovenia                                                               | Amichevole                                                             | -                                                                      |                                                                        |
| 26-3-2011                                                              | Tirana                                                                 | Albania                                                                | 1 – 0                                                                  | Bielorussia                                                            | Qual. Euro 2012                                                        | -                                                                      | 38’                                                                    |
| 7-6-2011                                                               | Zenica                                                                 | Bosnia ed Erzegovina                                                   | 2 – 0                                                                  | Albania                                                                | Qual. Euro 2012                                                        | -                                                                      |                                                                        |
| 10-8-2011                                                              | Scutari                                                                | Albania                                                                | 3 – 2                                                                  | Montenegro                                                             | Amichevole                                                             | -                                                                      | 73’                                                                    |
| 2-9-2011                                                               | Tirana                                                                 | Albania                                                                | 1 – 2                                                                  | Francia                                                                | Qual. Euro 2012                                                        | -                                                                      | cap. 65’                                                               |
| 7-10-2011                                                              | Saint-Denis                                                            | Francia                                                                | 3 – 0                                                                  | Albania                                                                | Qual. Euro 2012                                                        | -                                                                      | cap. 36’                                                               |
| 11-10-2011                                                             | Tirana                                                                 | Albania                                                                | 1 – 1                                                                  | Romania                                                                | Qual. Euro 2012                                                        | -                                                                      |                                                                        |
| 11-11-2011                                                             | Tirana                                                                 | Albania                                                                | 0 – 1                                                                  | Azerbaigian                                                            | Amichevole                                                             | -                                                                      | cap.                                                                   |
| 15-11-2011                                                             | Prilep                                                                 | Macedonia                                                              | 0 – 0                                                                  | Albania                                                                | Amichevole                                                             | -                                                                      | cap. 26’                                                               |
| 22-5-2012                                                              | Madrid                                                                 | Qatar                                                                  | 1 – 2                                                                  | Albania                                                                | Amichevole                                                             | -                                                                      | cap.                                                                   |
| 27-5-2012                                                              | Istanbul                                                               | Albania                                                                | 1 – 0                                                                  | Iran                                                                   | Amichevole                                                             | -                                                                      | cap.                                                                   |
| 15-8-2012                                                              | Tirana                                                                 | Albania                                                                | 0 – 0                                                                  | Moldavia                                                               | Amichevole                                                             | -                                                                      | cap. 46’                                                               |
| 7-9-2012                                                               | Tirana                                                                 | Albania                                                                | 3 – 1                                                                  | Cipro                                                                  | Qual. Mondiali 2014                                                    | -                                                                      | cap. 11’                                                               |
| 11-9-2012                                                              | Lucerna                                                                | Svizzera                                                               | 2 – 0                                                                  | Albania                                                                | Qual. Mondiali 2014                                                    | -                                                                      | cap.                                                                   |
| 12-10-2012                                                             | Tirana                                                                 | Albania                                                                | 1 – 2                                                                  | Islanda                                                                | Qual. Mondiali 2014                                                    | -                                                                      | cap. 38’                                                               |
| 16-10-2012                                                             | Tirana                                                                 | Albania                                                                | 1 – 0                                                                  | Slovenia                                                               | Qual. Mondiali 2014                                                    | -                                                                      | cap.                                                                   |
| 14-11-2012                                                             | Ginevra                                                                | Albania                                                                | 0 – 0                                                                  | Camerun                                                                | Amichevole                                                             | -                                                                      | cap.                                                                   |
| 6-2-2013                                                               | Tirana                                                                 | Albania                                                                | 1 – 2                                                                  | Georgia                                                                | Amichevole                                                             | -                                                                      | cap.                                                                   |
| 22-3-2013                                                              | Oslo                                                                   | Norvegia                                                               | 0 – 1                                                                  | Albania                                                                | Qual. Mondiali 2014                                                    | -                                                                      | cap. 78’                                                               |
| 26-3-2013                                                              | Tirana                                                                 | Albania                                                                | 4 – 1                                                                  | Lituania                                                               | Amichevole                                                             | -                                                                      | 70’                                                                    |
| 14-8-2013                                                              | Tirana                                                                 | Albania                                                                | 2 – 0                                                                  | Armenia                                                                | Amichevole                                                             | -                                                                      | cap. 41’                                                               |
| 6-9-2013                                                               | Lubiana                                                                | Slovenia                                                               | 1 – 0                                                                  | Albania                                                                | Qual. Mondiali 2014                                                    | -                                                                      | cap.                                                                   |
| 10-9-2013                                                              | Reykjavík                                                              | Islanda                                                                | 2 – 1                                                                  | Albania                                                                | Qual. Mondiali 2014                                                    | -                                                                      | cap.                                                                   |
| 11-10-2013                                                             | Tirana                                                                 | Albania                                                                | 1 – 2                                                                  | Svizzera                                                               | Qual. Mondiali 2014                                                    | -                                                                      | cap. 48’                                                               |
| 15-10-2013                                                             | Strovolos                                                              | Cipro                                                                  | 0 – 0                                                                  | Albania                                                                | Qual. Mondiali 2014                                                    | -                                                                      | cap. 56’                                                               |
| 15-11-2013                                                             | Adalia                                                                 | Bielorussia                                                            | 0 – 0                                                                  | Albania                                                                | Amichevole                                                             | -                                                                      | cap.                                                                   |
| 5-3-2014                                                               | Durazzo                                                                | Albania                                                                | 2 – 0                                                                  | Malta                                                                  | Amichevole                                                             | -                                                                      | cap. 35’                                                               |
| 31-5-2014                                                              | Yverdon                                                                | Albania                                                                | 0 – 1                                                                  | Romania                                                                | Amichevole                                                             | -                                                                      | cap.                                                                   |
| 4-6-2014                                                               | Budapest                                                               | Ungheria                                                               | 1 – 0                                                                  | Albania                                                                | Amichevole                                                             | -                                                                      | cap.                                                                   |
| 7-9-2014                                                               | Aveiro                                                                 | Portogallo                                                             | 0 – 1                                                                  | Albania                                                                | Qual. Euro 2016                                                        | -                                                                      | cap.                                                                   |
| 11-10-2014                                                             | Elbasan                                                                | Albania                                                                | 1 – 1                                                                  | Danimarca                                                              | Qual. Euro 2016                                                        | -                                                                      | cap.                                                                   |
| 14-10-2014                                                             | Belgrado                                                               | Serbia                                                                 | 0 – 3 tav                                                              | Albania                                                                | Qual. Euro 2016                                                        | -                                                                      | cap.                                                                   |
| 14-11-2014                                                             | Rennes                                                                 | Francia                                                                | 1 – 1                                                                  | Albania                                                                | Amichevole                                                             | -                                                                      | cap.                                                                   |
| 18-11-2014                                                             | Genova                                                                 | Italia                                                                 | 1 – 0                                                                  | Albania                                                                | Amichevole                                                             | -                                                                      | cap.                                                                   |
| 29-3-2015                                                              | Elbasan                                                                | Albania                                                                | 2 – 1                                                                  | Armenia                                                                | Qual. Euro 2016                                                        | -                                                                      | cap. 20’                                                               |
| 13-6-2015                                                              | Elbasan                                                                | Albania                                                                | 1 – 0                                                                  | Francia                                                                | Amichevole                                                             | -                                                                      | cap. 74’                                                               |
| 4-9-2015                                                               | Copenaghen                                                             | Danimarca                                                              | 0 – 0                                                                  | Albania                                                                | Qual. Euro 2016                                                        | -                                                                      | cap.                                                                   |
| 7-9-2015                                                               | Elbasan                                                                | Albania                                                                | 0 – 1                                                                  | Portogallo                                                             | Qual. Euro 2016                                                        | -                                                                      | cap.                                                                   |
| 8-10-2015                                                              | Elbasan                                                                | Albania                                                                | 0 – 2                                                                  | Serbia                                                                 | Qual. Euro 2016                                                        | -                                                                      | cap. 16’                                                               |
| 11-10-2015                                                             | Erevan                                                                 | Armenia                                                                | 0 – 3                                                                  | Albania                                                                | Qual. Euro 2016                                                        | -                                                                      | cap.                                                                   |
| 13-11-2015                                                             | Pristina                                                               | Kosovo                                                                 | 2 – 2                                                                  | Albania                                                                | Amichevole                                                             | -                                                                      | cap. 63’                                                               |
| 26-3-2016                                                              | Vienna                                                                 | Austria                                                                | 2 – 1                                                                  | Albania                                                                | Amichevole                                                             | -                                                                      | cap.                                                                   |
| 29-5-2016                                                              | Hartberg                                                               | Albania                                                                | 3 – 1                                                                  | Qatar                                                                  | Amichevole                                                             | -                                                                      | 62’                                                                    |
| 3-6-2016                                                               | Bergamo                                                                | Albania                                                                | 1 – 3                                                                  | Ucraina                                                                | Amichevole                                                             | -                                                                      | cap. 46’                                                               |
| 11-6-2016                                                              | Lens                                                                   | Albania                                                                | 0 – 1                                                                  | Svizzera                                                               | Euro 2016 - 1º turno                                                   | -                                                                      | cap. 23’, 37’                                                          |
| 19-6-2016                                                              | Lione                                                                  | Romania                                                                | 0 – 1                                                                  | Albania                                                                | Euro 2016 - 1º turno                                                   | -                                                                      | cap. 83’                                                               |
| Totale                                                                 |                                                                        | Presenze (1º posto)                                                    | 93                                                                     |                                                                        | Reti                                                                   | 1                                                                      |                                                                        |

| Cronologia completa delle presenze e delle reti in nazionale (Partite non ufficiali) ― Albania | Cronologia completa delle presenze e delle reti in nazionale (Partite non ufficiali) ― Albania | Cronologia completa delle presenze e delle reti in nazionale (Partite non ufficiali) ― Albania | Cronologia completa delle presenze e delle reti in nazionale (Partite non ufficiali) ― Albania | Cronologia completa delle presenze e delle reti in nazionale (Partite non ufficiali) ― Albania | Cronologia completa delle presenze e delle reti in nazionale (Partite non ufficiali) ― Albania | Cronologia completa delle presenze e delle reti in nazionale (Partite non ufficiali) ― Albania | Cronologia completa delle presenze e delle reti in nazionale (Partite non ufficiali) ― Albania |
| Data                                                                                           | Città                                                                                          | In casa                                                                                        | Risultato                                                                                      | Ospiti                                                                                         | Competizione                                                                                   | Reti                                                                                           | Note                                                                                           |
| ---------------------------------------------------------------------------------------------- | ---------------------------------------------------------------------------------------------- | ---------------------------------------------------------------------------------------------- | ---------------------------------------------------------------------------------------------- | ---------------------------------------------------------------------------------------------- | ---------------------------------------------------------------------------------------------- | ---------------------------------------------------------------------------------------------- | ---------------------------------------------------------------------------------------------- |
| 6-9-2002                                                                                       | Kosovska Mitrovica                                                                             | Kosovo                                                                                         | 0 – 1                                                                                          | Albania                                                                                        | Amichevole                                                                                     | -                                                                                              | 80’                                                                                            |
| Totale                                                                                         |                                                                                                | Presenze                                                                                       | 1                                                                                              |                                                                                                | Reti                                                                                           | 0                                                                                              |                                                                                                |

## Curiosità
- Parla correttamente cinque lingue: albanese, francese, inglese, tedesco ed italiano.
- Cana è ambasciatore UNICEF per l'Albania[2].
- È uno dei testimonial del marchio Umbro.

## Palmarès

### Club

#### Competizioni nazionali
- Coppa di Francia: 1

Paris SG: 2003-2004
- Coppa Italia: 1

Lazio: 2012-2013

#### Competizioni internazionali
- Coppa Intertoto UEFA: 2

O. Marsiglia: 2005, 2006

### Individuale
- Calciatore albanese dell'anno: 3

2003, 2009, 2014